# STS-73
STS-73 (ang. Space Transportation System) – osiemnasta misja amerykańskiego wahadłowca kosmicznego Columbia i siedemdziesiąta druga programu lotów wahadłowców.

## Załoga
źródło
- Kenneth Bowersox (3)*, dowódca (CDR)
- Kent Rominger (1), pilot (PLT)
- Kathryn Thornton (4), dowódca ładunku (MS2)
- Catherine „Cady” Coleman Ph.D (1), specjalista misji (MS1)
- Michael Lopez-Alegria (1), specjalista misji (MS3)
- Fred Leslie Ph.D (1), specjalista ładunku (PS1)
- Albert Sacco (1), specjalista ładunku (PS2)

## Załoga rezerwowa
- David Matthiesen (0), specjalista ładunku
- Glynn Holt (0), specjalista ładunku

*(liczba w nawiasie oznacza liczbę lotów odbytych przez każdego z astronautów)

## Parametry misji
źródło
- Masa: 
  - startowa orbitera: 116 646 kg
  - lądującego orbitera: 104 398 kg
  - ładunku: 15 250 kg
- Perygeum: 241 km
- Apogeum: 241 km
- Inklinacja: 39,0°
- Okres orbitalny: 89,7 min

## Cel misji
Prowadzenie eksperymentów naukowych na pokładzie laboratorium Spacelab USML-2 (United States Microgravity Laboratory).